# 응아이족
응아이족(베트남어: Người Ngái)은 베트남을 비롯한 인근 인도차이나 지역에 거주하는 하카족으로 원래 중국 남부 출신이다. 그러나 그들은 자신을 하카라고 생각하지 않으며, 중국인을 포함한 어느 누구도 응아이족을 분류할 줄 모르기 때문에, 그들은 단순히 하카로 분류했다.
베트남 자료에 따르면, 응아이족들은 중국-티베트인 하카어를 사용하지만, 호아족이나 도시 민족인 ‘해외 중국인’과는 별도로 분류된다. 다른 자료에는 "하카어는 응아이 언어와 비슷하지 않다"고 주장한다. 공식 자료에 따르면, 1999년 4841명이었지만, 2009년에는 1035명에 그쳤다.

## 같이 보기
- 탄카족
- 하카족